# Leopold von Winter

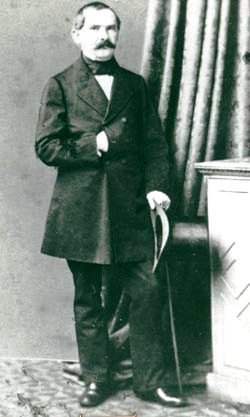
Leopold von Winter

Leopold von Winter (ur. 23 stycznia 1823 w Świeciu, zm. 10 lipca 1893 w Jeleńcu) – niemiecki polityk, nadburmistrz Gdańska w latach 1863–1890. Polityk o liberalnych poglądach, poseł do parlamentu niemieckiego.

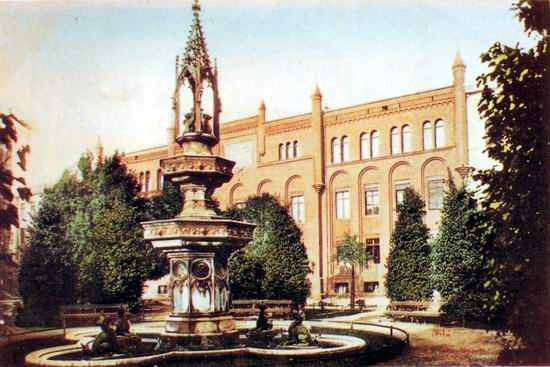
Plac Wintera z fontanną w Gdańsku (obecnie Targ Maślany), ok. 1900

Von Winter urodził się w rodzinie luterańskiego pastora i pedagoga ze Świecia, maturę zrobił w Bydgoszczy, a na studia (prawo handlowe i ekonomia komunalna) wyjechał do Berlina. Potem pracował w administracji państwowej w rejencjach w Kwidzynie, Gdańsku i Malborku. W 1850 roku był landratem powiatu Lebus koło Frankfurtu nad Odrą, od 1859 radcą w Ministerstwie Spraw Wewnętrznych w Berlinie i komisarycznym prezydentem policji w tym mieście. W 1862 r. został wybrany przez Radę Miasta Gdańska na stanowisko burmistrza. Po kilku miesiącach otrzymał awans na stanowisko nadburmistrza.
Wsławił się jako bardzo sprawny włodarz miasta. Za jego kadencji w Gdańsku wybudowano system kanalizacyjny (1869-1871) oraz sieć wodociągową (1879). Uruchomiono pierwszą linię tramwajów konnych (1873) oraz utworzono kąpielisko miejskie na Westerplatte. Wybrukowano również większość ulic oraz chodników. Dzięki jego zaangażowaniu wybudowano linię kolejową, która połączyła Gdańsk i tereny centralnej Polski.
W 1890 Rada Miasta w uznaniu zasług nadała Winterowi tytuł Honorowego Obywatela Miasta Gdańska. W 1897 jego imieniem nazwano obecny Targ Maślany w Gdańsku. Jest patronem tramwaju Gdańskich Autobusów i Tramwajów Bombardier Flexity Classic NGT6-2GD o numerze bocznym 1006 oraz dzwonu f2 carillonu Ratusza Głównego Miasta w Gdańsku.
Uważany jest za jedną z najwybitniejszych osobowości Gdańska w XIX wieku.